# 13745 Майккоста
13745 Майккоста (13745 Mikecosta) — астероїд головного поясу, відкритий 28 вересня 1998 року.
Тіссеранів параметр щодо Юпітера — 3,409.